# Rainer Schoch (Kunsthistoriker)
Rainer Schoch (* 1943 in Immenstadt) ist ein deutscher Kunsthistoriker.
Rainer Schoch studierte Kunstgeschichte, Klassische Archäologie und Neuere Geschichte in München, Wien, Heidelberg und Karlsruhe. 1972 wurde er an der Universität Karlsruhe mit einer Arbeit über das Herrscherbild in der Malerei des 19. Jahrhunderts promoviert. Danach absolvierte er ein Volontariat am Hessischen Landesmuseum Darmstadt. Von 1976 bis 1981 war er Leiter der Graphischen Sammlung am Hessischen Landesmuseum Darmstadt.
Von 1981 bis 2008 war Schoch Leiter der Graphischen Sammlung am Germanischen Nationalmuseum in Nürnberg. Ihm zu Ehren wurde 2008 das Symposium Bildgebrauch und Bildfunktion im Medium der Graphik abgehalten.
Aus seiner Tätigkeit als Herausgeber und Beiträger zu Ausstellungskatalogen und Sammlungen des Germanischen Nationalmuseums ist insbesondere das dreibändige Werkverzeichnis der gesamten Druckgrafik Albrecht Dürers und von den Künstlern des 20. Jahrhunderts das Werkverzeichnis der Druckgrafik des als Bildhauer bekannten Wilhelm Loth hervorzuheben.

## Veröffentlichungen (Auswahl)
- Das Herrscherbild in der Malerei des 19. Jahrhunderts. Prestel, München 1975, ISBN 3-7913-0052-0.
- Nürnberg 1300–1550. Kunst der Gotik und Renaissance. München 1986.
- Rainer Schoch, Matthias Mende, Anna Scherbaum (Hrsg.): Albrecht Dürer: Das druckgraphische Werk.
  - Bd. I: Kupferstiche, Eisenradierungen und Kaltnadelblätter, Prestel Verlag, München 2001.[1]
  - Bd. II: Holzschnitte und Holzschnittfolgen, Prestel Verlag, München 2002.[2]
  - Bd. III: Buchillustrationen, mit Beiträgen von Berthold Hinz und Peter Schreiber, Prestel Verlag, München 2004.
- (als Bearb.): Wilhelm Loth. Werkverzeichnis der Druckgraphik. Holzschnitte, Lithographien, Radierungen.  Nürnberg 2011, ISBN 978-3-936688-56-6
- Die „belgischen Bilder“. Zu einem Prinzipienstreit der Historienmalerei des 19. Jahrhunderts. In: Karl Möseneder, Hreg.: Streit um Bilder. Von Byzanz bis Marcel Duchamp. Reimer, Berlin 1997, ISBN 9783496011699, S. 161–180.